# Ода Сакуноске

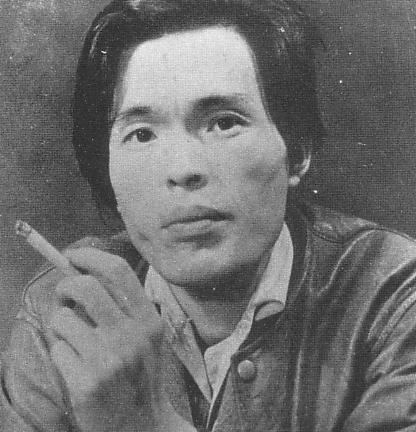
Ода Сакуноске

Ода Сакуноске (яп. 織田 作之助, Oda Sakunosuke, 26 жовтня 1913 року – 10 січня 1947 року) був японським письменником. Разом із Дадзаєм Осаму й Сакаґучі Анґо Оду часто називають Бурайха. Це буквально означає «група негідників», це прізвисько дали консервативні критики, які зневажливо ставилися до поглядів і тематики авторів.

## Життєпис і літературні праці
Письменницька кар'єра Оди охоплює як довоєнну, так і післявоєнну Японію. Народжений в Осаці, він писав про більшу частину життя в цьому місті, про звичаї й манери тамтешніх звичайних людей. У 1939 році його повість Сороміцькість (俗臭, Дзокушю) була номінована на премію Акутаґави. Наступного року Ода опублікував Шлюбні стосунки (夫婦善哉, Меото Дзендзай). Названий на честь крамниці солодощів в Осаці, роман розповідає про життя пари, чиї стосунки збереглися, незважаючи на постійне марнотратство, розпусту та недотримані обіцянки зрадника.
Персонажі Оди зазвичай не вписувалися в те, що традиційно вважалося правильним, або через їхню відверту людяність, або через їхню вперту особистість, як у Шість платинових зірок (六白金星, Роппакукінсей 1946 року), або через жорстоку необхідність виживання. У оповіданні Суспільство (世相, Сесо̄ 1946 року) Ода описує перші місяці періоду окупації після капітуляції Японії наприкінці Другої світової війни, які відзначилися настільки серйозною нестачею продовольства, що державних пайків не вистачало. навіть для підтримки життя, і люди звернулися до чорного ринку, щоб отримати їжу, необхідну для виживання. За життя Оди кілька його творів були заборонені.
Ода також писав сценарії до радіопостанов і подав один до журналу, який згодом використали у фільмі Поверненець (還って来た男, Каетте кіта отоко 1944 року) Кавашіми Ю̄дзо̄ (це був комерційний дебют режисера).
Ода писав не тільки прозу, а ще й багато критичних есе, зокрема Література можливостей (可能性の文学, Кано̄сей но бунґаку 1946 року).
У 1947 році після легеневого крововиливу Ода помер у То̄кьо̄ській лікарні. Після похорону його друг і колега-письменник Дадзай Осаму опублікував емоційну хвалебну промову, звинувативши критиків у раптовій смерті Оди. Швидше за все, це було від рецидиву туберкульозу. Оду поховали в Осаці .
У 1963 році друзі та колеги Оди встановили пам'ятник біля храму Ходзенджі в Осаці . Ходзенджі Йокочьо̄ та навколишні алеї є одним із головних місць роману Шлюбні стосунки.
У 1983 році за підтримки Osaka Bungaku Shinkōkai засновали літературну премію імені Оди на честь 70-річчя від дня його народження та продовження давньої традиції кансайської літератури. Її щорічно присуджують за видатний художній твір нового автора.
Фотоґрафія Оди з автоґрафом висить у ресторані Джію̄кен в Осаці (自由軒). Джію̄кен відкрився як крамниця з кавою та закусками в 1910 році та став відомим своїм стилем японського карі. Воно згадується в працях Оди. Напис каже, що Ода помер, але залишив нам у своїх творах чудові смаки рису карі. На фотоґрафії показано, як Ода пише, сидячи за столом у Джію̄кені. 

## Переклади українською
Ода Сакуносуке «Осакські пейзажі» / пер. з яп. А. Йожикова. – Київ : БІМБА, 2024. – 116 с. – ISBN 978-617-95344-4-7

## Також
- Японська література